# Joe Tshupula
Joe Tshupula est un entraîneur de football belgo-congolais qui est à la tête de l'Académie de Football Nord à Maurice.

## Biographie

### Jeunesse
Né à Kinshasa en République démocratique du Congo, Tshupula émigrant en Belgique à l'âge de dix ans. Tshupula n'était lié à aucune équipe avant l'âge de 15 ans car il ne connaissait aucune tenue locale. 

### Maurice
Succédant à Fidy Rasoanaivo en tant qu'entraîneur de l'AS Port-Louis 2000 en 2012, Tshupula a été embauché pour gérer le Cercle de Joachim l'année suivante qui les a poussés à 20 points au premier semestre 2013-2014 et capturant le trophée de cette saison, répétant le succès en 2014-2015 avant de se retirer pour passer plus de temps avec sa famille. Intéressé pour gérer l'équipe nationale mauricienne le Belge a travaillé avec le Français Alain Happe comme assistant en septembre 2015 avant de prendre sa place et de conduire la jeune équipe à la 142e place du classement mondial, leur position la plus éloignée depuis mai 2007, en juin de l'année prochaine malgré l'échec de sa qualification pour la Coupe d'Afrique des nations 2017 avec deux nuls et deux défaites dans le groupe H, cédant face au Rwanda 0-5 lors du dernier match. Cependant, lorsque Maurice a été battue par les Comores et qu'ils n'ont pas atteint la Coupe d'Afrique des nations 2019, il y avait des spéculations sur le licenciement de l'ancien leader  démissionnant finalement en 2017 après avoir été battu par l'Angola 3-2, avec le Brésilien. Francisco Filho prenant sa place. 
Concernant le football à Maurice, le natif de Kinshasa a déclaré qu'il était plus détendu, pas aussi tactique, et était plus une récréation qu'un travail malgré le fait que la ligue soit professionnelle  comparant à la promotion belge.  En outre, il estime qu'il existe un potentiel parmi les jeunes footballeurs mauriciens et que la sélection nationale peut se qualifier pour la Coupe d'Afrique des nations à l'avenir. 

### Vie privée
Tshupula est capable de comprendre et de parler créole, 
Tshupula est père de 3 garçons Kevin, Yannick et Lucas .

## Carrière

### Joueur
| Période   | Club                      |
| --------- | ------------------------- |
|           | FC Verrewinkel,           |
|           | CS Nivelles,              |
|           | FC Bordeaux               |
|           | Gazélec Ajaccio           |
|           | Le Havre AC               |
| 1998–1999 | Rhodienne-Verrewinkel     |
| 1999–2000 | AFC Tubize,               |
| 2001      | Kidderminster Harriers FC |

### Entraîneur
| Période   | Club                                        |
| --------- | ------------------------------------------- |
| 2005-2006 | Royale Union Saint-Gilloise ,               |
| 2008-2009 | Daring Club Motema Pembe                    |
| 2010–2011 | AS Rivière du Rempart (Directeur Technique) |
| 2012-2013 | AS Port-Louis 2000                          |
| 2013-2016 | Cercle de Joachim SC                        |
| 2015      | Maurice                                     |
| 2016-2017 | Maurice                                     |